# 大野和興
大野 和興（おおの かずおき、1940年 - ）は、日本の農業ジャーナリスト。「日刊ベリタ」編集長。愛媛県出身。

## 経歴
「日本農業新聞」記者を経て、フリージャーナリストに。主に農業・食糧問題を取材・執筆している。
現在は「日刊ベリタ」の編集にあたる。脱WTO草の根キャンペーン実行委員会事務局長、アジア農民交流センター世話人、国際有機農業映画祭実行委員会代表も務めている。
かつては、成田国際空港周辺で農業に関するボランティア団体「地球的課題の実験村」の代表を務めていた。

## 著書
- 『面白読本現代おコメ大研究』（1987年、柘植書房新社）
- 『コメをどうするか ゆれる自由化と食管』（1987年、有斐閣）共著：安達生恒、吉野恒夫
- 『コメ・産直のパイニア』（1990年、協同図書サービス）
- 『農と食の政治経済学』（1994年、緑風出版）
- 『アジア小農業の再発見』（1998年、緑風出版）共著：岩崎美佐子
- 『台所と農業をつなぐ』（2001年、創森社）
- 『あぶない野菜』（2001年、めこん）共著：西沢江美子
- 『着陸不可 日本の空の玄関新東京国際空港36年目の現実』（2002年、七つ森書館）共著：鎌田慧ほか
- 『日本の農業を考える』（2004年、岩波ジュニア新書）
- 『百姓が時代を創る』（2004年、七つ森書館）共著：山下惣一
- 『石井武の生涯』（2004年、七つ森書館）共著：鎌田慧ほか
- 『増補 百姓が時代を創る』（2008年、七つ森書館）共著：山下惣一
- 『食大乱の時代』（2008年、七つ森書館）共著：西沢江美子
- 『3.11から一年　近現代を問い直す言説の構築に向けて』（2012年、御茶の水書房）共著：本山美彦、三上治、 川元祥一